# Pakistan Super League 2019
Die Pakistan Super League 2019 war die vierte Saison der im Twenty20-Format ausgetragenen Pakistan Super League für pakistanische Cricket-Franchises. Sie fand vom 14. Februar bis 17. März 2019 statt. Im Finale setzten sich die Quetta Gladiators mit 8 Wickets gegen die Peshawar Zalmi durch.

## Franchises
Dieses Jahr nehmen sechs Franchises am Turnier teil.
| Franchise         | Heimatort |
| ----------------- | --------- |
| Islamabad United  | Islamabad |
| Karachi Kings     | Karatschi |
| Lahore Qalandars  | Lahore    |
| Peshawar Zalmi    | Peschawar |
| Quetta Gladiators | Quetta    |
| Multan Sultans    | Multan    |

## Austragungsorte
Aus Sicherheitsgründen werden viele Spiele der pakistanischen Mannschaften in den Vereinigten Arabischen Emiraten abgehalten. Vier Spiele finden in Karatschi und Lahore statt und die Playoffs werden in Pakistan ausgetragen.
| Austragungsort                      | Ort        | Kapazität |
| ----------------------------------- | ---------- | --------- |
| Sheikh Zayed Cricket Stadium        | Abu Dhabi  | 20.000    |
| Dubai International Cricket Stadium | Dubai      | 25.000    |
| Gaddafi Stadium                     | Lahore     | 27.000    |
| Sharjah Cricket Stadium             | Schardscha | 17.000    |
| National Stadium                    | Karatschi  | 34.228    |

## Kader
| Islamabad United | Karachi Kings | Lahore Qalandars | Multan Sultans | Peshawar Zalmi | Quetta Gladiators |
| --- | --- | --- | --- | --- | --- |
| - Mohammad Sami (K) - Shadab Khan (VK) - Faheem Ashraf - Asif Ali - Luke Ronchi - Rumman Raees - Hussain Talat - Sahibzada Farhan - Ian Bell - Samit Patel - Waqas Maqsood - Zafar Gohar - Wayne Parnell - Phil Salt - Chadwick Walton - Cameron Delport - Mohammad Musa - Nasir Nawaz - Zahir Khan - Amad Butt - Rizwan Hussain - Alex Hales | - Imad Wasim (K) - Colin Munro - Mohammad Amir - Babar Azam - Colin Ingram - Usman Khan Shinwari - Mohammad Rizwan - Ravi Bopara - Sikandar Raza - Awais Zia - Usama Mir - Aaron Summers - Sohail Khan - Iftikhar Ahmed - Ali Imran - Abrar Ahmed - Aamer Yamin - Ben Dunk - Liam Livingstone - Jaahid Ali - Umer Khan | - Mohammad Hafeez (K) - Fakhar Zaman - AB de Villiers - Carlos Brathwaite - Corey Anderson - Haris Sohail - Hasan Khan - Rahat Ali - Yasir Shah - Shaheen Afridi - Anton Devcich - Agha Salman - Sohail Akhtar - Sandeep Lamichhane - Mohammad Imran - Umair Masood - Brendan Taylor - Gauhar Ali - Aizaz Cheema - Haris Rauf - Hardus Viljoen - David Wiese - Saad Ali - Salman Butt - Ryan ten Doeschate - Riki Wessels - Asela Gunaratne | - Shoaib Malik (K) - Steve Smith - Shahid Afridi - Joe Denly - Junaid Khan - Mohammad Irfan - Shan Masood - Mohammad Abbas - Mohammad Irfan - Umar Siddiq - Mohammad Junaid - Qais Ahmad - Nicolas Pooran - Chris Green - Laurie Evans - Nauman Ali - Mohammad Ilyas - Daniel Christian - Tom Moores - Ali Shafiq - Shakeel Ansar - Andre Russell - James Vince - Hammad Azam - Johnson Charles | - Darren Sammy (K) - Wahab Riaz - Hasan Ali - Kamran Akmal - Kieron Pollard - Liam Dawson - Umaid Asif - Khalid Usman - Sameen Gul - Misbah-ul-Haq - Dawid Malan - Umar Amin - Wayne Madsen - Sohaib Maqsood - Jamal Anwar - Nabi Gul - Chris Jordan - Waqar Salamkheil - Ibtisam Sheikh - Samiullah Afridi - Andre Fletcher - Imam-ul-Haq - Lendl Simmons - Tymal Mills | - Sarfraz Ahmed (K) - Shane Watson - Sunil Narine - Dwayne Bravo - Umar Akmal - Mohammad Nawaz - Rilee Rossouw - Sohail Tanvir - Anwar Ali - Saud Shakeel - Fawad Ahmed - Mohammad Asghar - Danish Aziz - Ahsan Ali - Ghulam Mudassar - Naseem Shah - Harry Gurney - Ahmed Shehzad - Azam Khan - Jalat Khan - Dwayne Smith - Mohammad Irfan - Mohammad Hasnain - Max Waller |

## Resultate

### Gruppenphase
Tabelle
Die ersten vier nach der Vorrunde qualifizieren sich für die Playoffs.
| Teams             | Sp. | S | N | NR | P  | NRR    |
| ----------------- | --- | - | - | -- | -- | ------ |
| Peshawar Zalmi    | 10  | 7 | 3 | 0  | 14 | +0.828 |
| Quetta Gladiators | 10  | 7 | 3 | 0  | 14 | +0.376 |
| Islamabad United  | 10  | 5 | 5 | 0  | 10 | +0.127 |
| Karachi Kings     | 10  | 5 | 5 | 0  | 10 | −0.673 |
| Multan Sultans    | 10  | 3 | 7 | 0  | 6  | +0.173 |
| Lahore Qalandars  | 10  | 3 | 7 | 0  | 6  | −0.837 |

Spiele
| 14. Februar Scorecard | Dubai | Lahore Qalandars 171-8 (20)            | – | Islamabad United 177-5 (19.2) |
|                       |       | Islamabad United gewinnt mit 5 Wickets |   |                               |

| 15. Februar Scorecard | Dubai | Karachi Kings 183-6 (20)         | – | Multan Sultans 176-9 (20) |
|                       |       | Karachi Kings gewinnt mit 7 Runs |   |                           |

| 15. Februar Scorecard | Dubai | Peshawar Zalmi 155-4 (20)               | – | Quetta Gladiators 161-4 (19.1) |
|                       |       | Quetta Gladiators gewinnt mit 6 Wickets |   |                                |

| 16. Februar Scorecard | Dubai | Islamabad United 125-7 (20)          | – | Multan Sultans 126-5 (18.4) |
|                       |       | Multan Sultans gewinnt mit 5 Wickets |   |                             |

| 16. Februar Scorecard | Dubai | Lahore Qalandars 138-6 (20)          | – | Karachi Kings 116 (19.5) |
|                       |       | Lahore Qalandars gewinnt mit 22 Runs |   |                          |

| 17. Februar Scorecard | Dubai | Islamabad United 157-8 (20)             | – | Quetta Gladiators 161-3 (18.2) |
|                       |       | Quetta Gladiators gewinnt mit 7 Wickets |   |                                |

| 17. Februar Scorecard | Dubai | Lahore Qalandars 78 (15.1)           | – | Peshawar Zalmi 81-3 (10.1) |
|                       |       | Peshawar Zalmi gewinnt mit 7 Wickets |   |                            |

| 20. Februar Scorecard | Schardscha | Multan Sultans 160-9 (20)               | – | Quetta Gladiators 161-2 (18.3) |
|                       |            | Quetta Gladiators gewinnt mit 8 Wickets |   |                                |

| 21. Februar Scorecard | Schardscha | Peshawar Zalmi 153-8 (20)          | – | Karachi Kings 109-9 (20) |
|                       |            | Peshawar Zalmi gewinnt mit 44 Runs |   |                          |

| 22. Februar Scorecard | Schardscha | Multan Sultans 200-6 (20)              | – | Lahore Qalandars 204-4 (20) |
|                       |            | Lahore Qalandars gewinnt mit 6 Wickets |   |                             |

| 22. Februar Scorecard | Schardscha | Islamabad United 158-9 (20)          | – | Peshawar Zalmi 146 (19.4) |
|                       |            | Islamabad United gewinnt mit 12 Runs |   |                           |

| 23. Februar Scorecard | Schardscha | Lahore Qalandars 143-7 (20)             | – | Quetta Gladiators 148-7 (20) |
|                       |            | Quetta Gladiators gewinnt mit 3 Wickets |   |                              |

| 23. Februar Scorecard | Schardscha | Karachi Kings 143-6 (20)               | – | Islamabad United 147-3 (16.1) |
|                       |            | Islamabad United gewinnt mit 7 Wickets |   |                               |

| 24. Februar Scorecard | Schardscha | Multan Sultans 145 (20)              | – | Peshawar Zalmi 146-5 (19.4) |
|                       |            | Peshawar Zalmi gewinnt mit 5 Wickets |   |                             |

| 24. Februar Scorecard | Schardscha | Quetta Gladiators 186-5 (20)        | – | Karachi Kings 188-4 (18.4) |
|                       |            | Karachi Kings gewinnt mit 6 Wickets |   |                            |

| 26. Februar Scorecard | Dubai | Islamabad United 121 (17.4)          | – | Multan Sultans 122-4 (18.1) |
|                       |       | Multan Sultans gewinnt mit 6 Wickets |   |                             |

| 27. Februar Scorecard | Dubai | Quetta Gladiators 106 (19.1)           | – | Lahore Qalandars 107-2 (16.3) |
|                       |       | Lahore Qalandars gewinnt mit 8 Wickets |   |                               |

| 27. Februar Scorecard | Dubai | Karachi Kings 168-8 (20)               | – | Islamabad United 169-5 (19.2) |
|                       |       | Islamabad United gewinnt mit 5 Wickets |   |                               |

| 28. Februar Scorecard | Dubai | Multan Sultans 172-5 (20)            | – | Peshawar Zalmi 176-3 (19.2) |
|                       |       | Peshawar Zalmi gewinnt mit 7 Wickets |   |                             |

| 28. Februar Scorecard | Dubai | Lahore Qalandars 133-5 (20)         | – | Karachi Kings 134-5 (19.1) |
|                       |       | Karachi Kings gewinnt mit 5 Wickets |   |                            |

| 1. März Scorecard | Dubai | Islamabad United 176 (20)           | – | Peshawar Zalmi 177-6 (20) |
|                   |       | Peshawar Zalmi gewinnt mit 4 Wicket |   |                           |

| 1. März Scorecard | Dubai | Multan Sultans 121 (20)                 | – | Quetta Gladiators 122-4 (19) |
|                   |       | Quetta Gladiators gewinnt mit 6 Wickets |   |                              |

| 4. März Scorecard | Abu Dhabi | Peshawar Zalmi 165-4 (20)               | – | Quetta Gladiators 166-2 (17.4) |
|                   |           | Quetta Gladiators gewinnt mit 8 Wickets |   |                                |

| 4. März Scorecard | Abu Dhabi | Multan Sultans 118-7 (20)           | – | Karachi Kings 120-5 (19.2) |
|                   |           | Karachi Kings gewinnt mit 5 Wickets |   |                            |

| 5. März Scorecard | Abu Dhabi | Lahore Qalandars 124-7 (20)          | – | Peshawar Zalmi 125-6 (19.5) |
|                   |           | Peshawar Zalmi gewinnt mit 4 Wickets |   |                             |

| 5. März Scorecard | Abu Dhabi | Quetta Gladiators 180-9 (20)          | – | Islamabad United 137-9 (20) |
|                   |           | Quetta Gladiators gewinnt mit 43 Runs |   |                             |

| 7. März Scorecard | Karatschi | Peshawar Zalmi 203-7 (20)          | – | Karachi Kings 142 (16.2) |
|                   |           | Peshawar Zalmi gewinnt mit 61 Runs |   |                          |

| 9. März Scorecard | Lahore | Islamabad United 238-3 (20)          | – | Lahore Qalandars 189-9 (20) |
|                   |        | Islamabad United gewinnt mit 49 Runs |   |                             |

| 10. März Scorecard | Karatschi | Karachi Kings 190-5 (20)        | – | Quetta Gladiators 189-7 (20) |
|                    |           | Karachi Kings gewinnt mit 1 Run |   |                              |

| 11. März Scorecard | Lahore | Lahore Qalandars 140-8 (20)          | – | Multan Sultans 141-3 (12.3) |
|                    |        | Multan Sultans gewinnt mit 7 Wickets |   |                             |

### Playoffs
|  | Halbfinale (Eliminator) | Halbfinale (Eliminator) | Halbfinale (Eliminator) |            |                  | Vorschlussrunde (Qualifier) | Vorschlussrunde (Qualifier) | Vorschlussrunde (Qualifier) |                   |            | Finale (Final) | Finale (Final) | Finale (Final) |
|  |                         |                         |                         |            |                  |                             |                             |                             |                   |            |                |                |                |
|  | 1                       | Peshawar Zalmi          | 176/7 (20)              |            |                  |                             |                             |                             |                   |            |                |                |                |
|  | 2                       | Quetta Gladiators       | 186/6 (20)              |            |                  |                             |                             |                             |                   | 2          | Peshawar Zalmi | 138/8 (20)     |                |
|  | 2                       | Quetta Gladiators       | 186/6 (20)              | 1          | Peshawar Zalmi   | 214/5 (20)                  |                             |                             |                   | 2          | Peshawar Zalmi | 138/8 (20)     |                |
|  |                         |                         |                         | 1          | Peshawar Zalmi   | 214/5 (20)                  |                             |                             | Quetta Gladiators | 140/2 (18) |                |                |                |
|  |                         | 3                       | Islamabad United        | 166/9 (20) |                  |                             |                             |                             | Quetta Gladiators | 140/2 (18) |                |                |                |
|  | 3                       | 3                       | Islamabad United        | 166/9 (20) | Islamabad United | 164/5 (19.3)                |                             |                             |                   |            |                |                |                |
|  | 3                       |                         |                         |            | Islamabad United | 164/5 (19.3)                |                             |                             |                   |            |                |                |                |
|  | 4                       | Karachi Kings           | 161/9 (20)              |            |                  |                             |                             |                             |                   |            |                |                |                |

### Halbfinale 1
| 13. März Scorecard | Karatschi | Quetta Gladiators 186-6 (20)          | – | Peshawar Zalmi 176-7 (20) |
|                    |           | Quetta Gladiators gewinnt mit 10 Runs |   |                           |

### Halbfinale 2
| 14. März Scorecard | Karatschi | Karachi Kings 161-9 (20)               | – | Islamabad United 164-6 (19.3) |
|                    |           | Islamabad United gewinnt mit 4 Wickets |   |                               |

### Vorschlussrunde
| 15. März Scorecard | Karatschi | Peshawar Zalmi 214-5 (20)          | – | Islamabad United 166-9 (20) |
|                    |           | Peshawar Zalmi gewinnt mit 48 Runs |   |                             |

### Finale
| 17. März Scorecard | Karatschi | Peshawar Zalmi 138-8 (20)               | – | Quetta Gladiators 140-2 (18) |
|                    |           | Quetta Gladiators gewinnt mit 8 Wickets |   |                              |